# 사과 비틀어 빔!
《사과 비틀어 빔!》(林檎もぎれビーム！ 링고모기레비무[*])은 2009년 7월 23일 발매된 싱글 앨범이며, 애니메이션 《안녕, 절망선생》의 3기 오프닝곡을 수록한 앨범이다. 아티스트는 오오츠키 켄지와 안녕 절망선생의 참가한 성우 5명(절망소녀들). 초회판에는 《참, 안녕, 절망선생》의 엔드카드가 수록되어 있으며, 모리오카 히데유키가 앨범자켓을 디자인하였다.

## 비화
원 제목은 "사과 보내라 C"(リンゴ送れC)였다. 이 제목은 동일한 이름의 사건인 "リンゴ送れ、C"를 암시하는 것이다.
사과 보내라 C란, 일본의 예언가의 종말론을 믿은 사람들이 "사과를 보내라 C(catastrophe)"라는 메시지를 받으면, 대거의 인원이 정해진 장소의 집합하도록 된 암호였으며, 메시지를 받은 인원이 전부 모이면,
그 들은 우주에서 날아온 UFO에 의해 구제된다는 내용이다.
하지만 이 사건과 관련된 사람이 꽤 있었기에, 판매율에 영향을 끼칠까봐 바꿨다고 한다.

## 수록곡
1. 사과 비틀어 빔!(林檎もぎれビーム！)
아티스트 : 오오츠키 켄지와 절망소녀들
작사 : 오오츠키 켄지, 작곡 : NARASAKI
2. 변덕스런 아쿠비양(きまぐれあくびちゃん)
아티스트 : 오오츠키 켄지, 사와시로 미유키, 코바야시 유우
작사 : 오오츠키 켄지 작곡 : NARASAKI
3. 사과 비틀어 빔!  Off Vocal(林檎もぎれビーム！ 歌無し)
4. 변덕스런 아쿠비양  Off Vocal(きまぐれあくびちゃん 歌無し)